# Dolchzeit

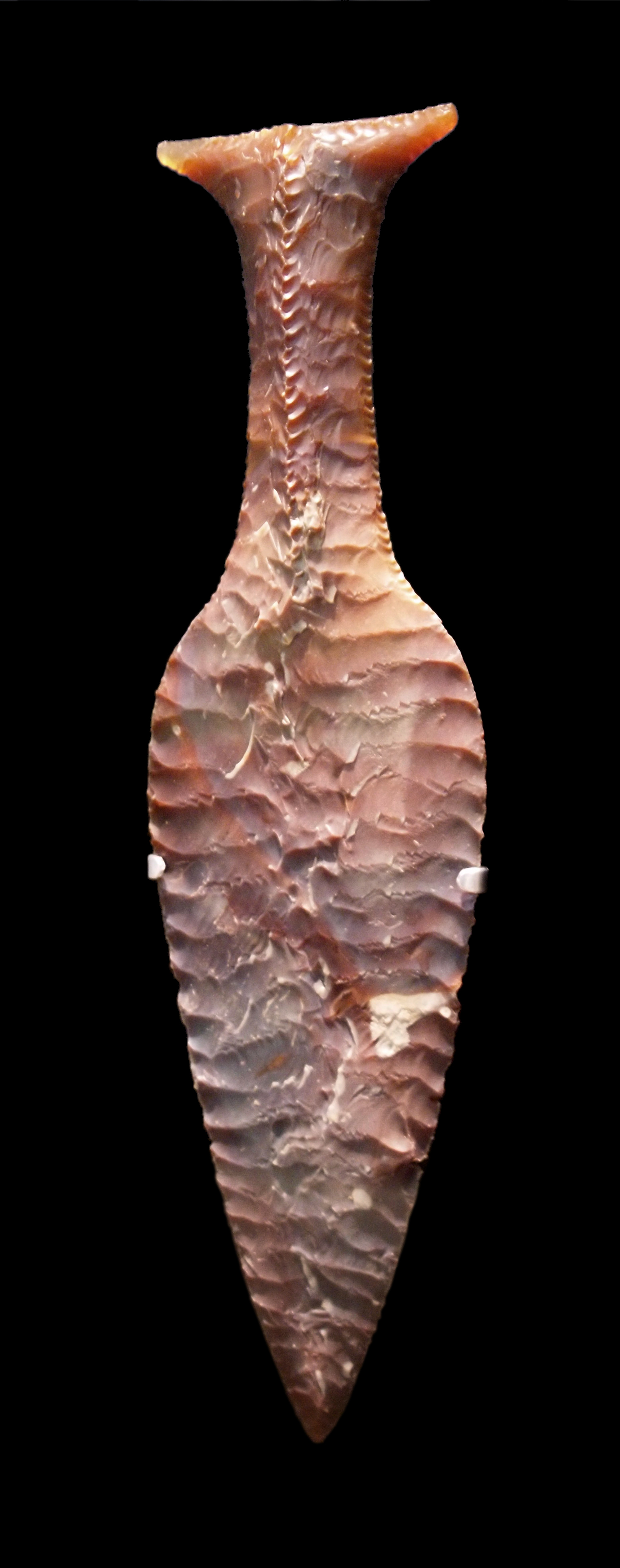
Dolch von Hindsgavl

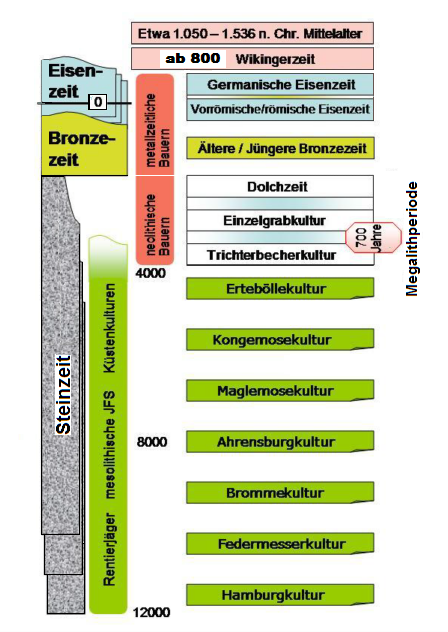
Dänische Kulturenfolge

Dolchzeit (dänisch Dolktid oder Senneolithikum) wurde primär in Dänemark die endneolithische Periode von 2350 bis 1700 v. Chr. genannt, die gebietsweise bis 1600 v. Chr. andauerte. Früher wurde sie auch Steinkistenzeit (dänisch Hellekistetid) genannt, weil die Steinkiste die vorherrschende Sondergrabform war. Beide Begriffe sind inzwischen überholt.

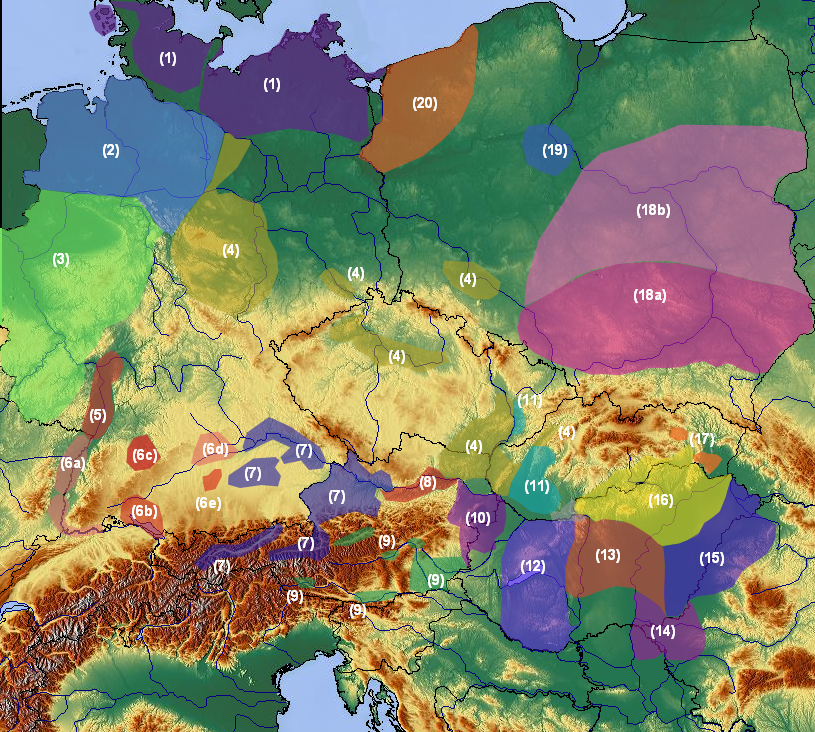
Verteilung der mitteleuropäischen archäologischen Kulturen und Gruppen während der Phase BA1 (Bz A1, 2200-2000 v. Chr.); nach dem Chronologiesystem von Paul Reinecke.(1) Dolchzeit; (2) Glockenbecherkultur; (3) Riesenbecher; (4) Aunjetitzer Kultur; (5) Adlerberg-Gruppe; (6) Frühe Bronzezeit in der Nordalpen: (6a) Oberrhein-Hochrhein gr., (6b) Singen gr., Neckar gr., Ries gr., Lech gr.; (7) Straubinger Gruppe; (8) Unterwölblinger Gruppe; (9) Frühe Bronzezeit der Südost-Alpen; (10) Wieselburger Gruppe; (11) Nitra Gruppe; (12) Kisapostag Kultur; (13) Nagyrév Kultur; (14) Perjámos Kultur; (15) Ottomány culture; (16) Hatvan Kultur; (17) Košťany Kultur; (18) Mierzanowice-Gruppe: (18a) südliche Zone, (18b) nördliche Zone; (19) Dobre Gruppe

Die tragenden Kulturen sind in Westjütland noch die Schnurkeramische Kultur, auf den Inseln die Grübchenkeramische Kultur. Das vorherrschende Fundgut sind Feuersteindolche, die an die Stelle der zuvor dominierenden Axt treten.
Ein 15-teiliges Dolchdepot wurde in Vesterkjærnet nahe dem Limfjord in Nordjütland gefunden. Die offene Landschaft war zu dieser Zeit für die Kimbrische Halbinsel charakteristisch. Die bäuerliche Kultur hatte die Waldzone in zwei Jahrtausenden umgestaltet, viele Wälder waren dem extensiven Ackerbau zum Opfer gefallen bzw. stark reduziert. Die Streusiedlungen wurden während der Dolchzeit wieder größer und zahlreicher, was auf eine Bevölkerungszunahme deutet. In dieser Phase sind erstmals echte Handelsbeziehungen zum mittleren Europa festzustellen, die die Voraussetzungen für die nordische Bronzezeit schaffen. Metalle bleiben im Norden aber noch lange rar.
Die Zahl der Bronzegegenstände wächst in der Dolchzeit an. Als Herkunftsgebiet kann vor allem die Aunjetitzer Kultur identifiziert werden. Die Gesellschaftsstruktur des nordischen Endneolithikums begünstigt diese Entwicklung. In der Endphase ist offenbar eine neue Herrschaftsstruktur mit einer nun eher fassbaren sozialen Führungsschicht ausgebildet. Das Bestreben dieser Gruppe, sich mit Prestigegut auszustatten, begründete die nun umfangreicheren Metallimporte.
Bauten der Zeit lassen sich nur in Form von wenigen Wohnplätzen nachweisen. Die Gebäude, mit einer Mittelpfostenreihe, scheinen 5,0 bis 7,0 m breit gewesen zu sein und haben Längen bis 45 m. In einigen gibt es Anzeichen einer Aufteilung, aber es gibt keine Anhaltspunkte dafür, dass das Vieh in einem integrierten Stallbereich gehalten wurde. Solche Häuser befinden sich bei Øster Nibstrup im Vendsyssel, in der Hemmed Plantage in Djursland, in Nymarksgård bei auf Møn, in Limensgård auf Bornholm sowie in Fosie bei Malmö.
Jagd und vermutlich auch Fischfang spielten eine Rolle bei der Ernährung. In Gug, südlich von Aalborg, Dänemark wurde ein Hausrest ergraben. Erhalten sind ein leicht vertiefter Fußboden von etwa 2,0 × 4,0 m und die umgebenden Pfostenlöcher. Erdstreifen könnten Grassoden vom Dach oder den Wänden gewesen sein. Im Gebäude sind zwei runde Feuerstellen nachgewiesen und ein Stein, der aufgrund von Abschlägen aus Feuerstein als Sitzplatz eines Handwerkes gedeutet wird. Tongefäße waren seltene Grabbeigaben, die wenigen Funde sind dickwandig und unverziert. Darunter sind eine leicht bauchige Tasse und ein geradwandiger Becher mit einem eingezogenen Fuß.
Bestattungen fanden statt, indem ältere Hügelgräber für ein neues Grab erhöht wurden, das dann mit Steinschichten überdeckt wurde. Später wurden diese Steinpackungsgräber auch unabhängig von früheren Gräbern angelegt. Einige Tote wurden in Baumsärgen beigesetzt. Grabbeigaben waren außer den Dolchen und der spärlichen Keramik, Pfeilspitzen, Beile, Schaber und andere Werkzeuge aus Feuerstein, Schmuckstücke aus Bein, Tierzähnen und -krallen, Steinenarten, vereinzelt auch aus Bernstein und in wenigen Fällen aus Bronze und Gold, dies meist in Form dünner Drähte.